# 거창 낙영재
거창 낙영재(居昌 樂英齋)는 대한민국 경상남도 거창군 남하면에 있는 조선시대의 건축물이다. 옛 거창도호부(거창현) 동헌 건물을 이축한 것으로 알려져 있다. 2016년 5월 12일 경상남도의 문화재자료 제625호로 지정되었다.

## 문화재 지정 사유
거창 낙영재는 거창 유림의 상징적 존재로서 지역의 중요한 문화유산이다. 폐지된 거창의 옛 동헌(東軒) 건물을 옮겨 건립한 역사성이 있으며, 후대의 보수과정에서 일부 변형된 개소가 있지만 부재가 튼튼하고 건축형식도 전통법식에서 크게 벗어나지 않기 때문에 문화재자료로 지정하여 보존하고자 한다.

## 참고 자료
- 거창 낙영재 - 국가유산청 국가유산포털